# 横河孙氏
横河孙氏，又称梅川孙氏，是浙江余姚县（今属慈溪市）的孙姓家族，为明朝著名家族，有“昭代阀阅之盛，首数孙氏”之称。

## 家族成员

### 明朝
- 孙燧（1460年—1519年），弘治六年进士，江西巡抚赠礼部尚书文渊阁大学士特进光禄大夫谥忠烈
  - 孙堪（1482年—1553年），袭锦衣卫正千户，嘉靖五年武状元，都督佥事。
  - 孙墀（1489年—1556年），尚宝司卿
  - 孙陞（孙升）（1501年—1560年），嘉靖十四年榜眼，南京礼部尚书赠太子太保谥文恪

- 孙堪
  - 孙钰（1523年—1573年），袭锦衣卫正千户，嘉靖三十二年武进士，都督同知
    - 孙如津，袭锦衣卫正千户，隆庆戊辰武进士，都督佥事

- 孙墀
  - 孙镆，光禄寺丞
    - 孙如瀛，隆庆武进士，云南掌印都督指挥佥事

  - 孙钶
  - 孙鎡，汝州知州
  - 孙鏊，上林苑丞
    - 孙如游（1549年-1624年），万历二十三年进士，礼部尚书东阁大学士文渊阁大学士赠太子太保谥文恭

- 孙陞
  - 孙鑨（孙龙），1525年—1594年，嘉靖三十五年进士，吏部尚书赠太子太保谥清简
    - 孙如法，1559年—1615年，刑部主事，山东参政

  - 孙铤，1528年－1570年，嘉靖二十八年顺天解元，嘉靖三十二年进士，南京礼部右侍郎
  - 孙錝，（1537年—1592年），隆庆二年进士，太仆寺卿
  - 孙鑛，（1543年—1613年），万历二年解元，南京兵部尚书封太子少保
  - 孙镶，贡生，早夭

### 南明
- 孙如游
  -     - 孙嘉绩，孙如游之孙，1604年～1646年，南明大臣，崇祯十年进士，兵部尚书东阁大学士追赠太保赐祭九坛谥忠襄。

### 清朝
- 孫宗溥：乾隆二年进士传胪，孙燧八世孙，孙陞七世孙，孙鑛六世孙
- 孙宗濂：乾隆大藏书家，移籍仁和(今浙江杭州)，孫宗溥之弟
  - 孙仰曾：乾隆大藏书家，孙宗濂之子
    - 孙峻：清末民国大藏书家
    - 孫智敏：光緒二十九年进士，翰林院編修

## 评论
- “父子得谥者，以为盛事。然尚未有三世得之者，今于余姚孙氏见之……则国朝二百余年来，海内仅此一家而已。且门宗贵盛，世以忠孝清白见称。”——明朝 沈德符 《野获编》 卷第十三
- “昭代阀阅之盛，首数孙氏。”
- “三代三品九卿：都察院右副都御史孙忠烈公燧，南京礼部尚书文恪公升，南京礼部右侍郎铤，吏部左侍郎鑨。”——《皇明盛事述》，明朝，王世贞 著

## 相似家族
- 余姚王氏：即王守仁家族，明朝出状元，以文臣封伯侯、以武功谥文成的世袭家族。
- 鄞县杨氏：明朝门宗仕宦第一家。